# Карпиньяно-Салентино
Карпиньяно-Салентино (итал. Carpignano Salentino) — коммуна в Италии, располагается в регионе Апулия, в провинции Лечче.
Население составляет 3843 человека (2008 г.), плотность населения составляет 80 чел./км². Занимает площадь 48 км². Почтовый индекс — 73020. Телефонный код — 0836.
Покровителями коммуны почитаются Пресвятая Богородица (Madonna della Grotta), празднование 2 июля, и Sant’Antonio.
Населяемая в основном меньшинством греческого происхождения, коммуна входит в Союз городов Салентийской Греции (Unione dei Comuni della Grecìa Salentina).

## Демография
Динамика населения:

## Администрация коммуны
- Официальный сайт: http://www.carpignano-salentino.it/